# Lord Emsworth e altri racconti
Lord Emsworth e altri racconti (Lord Emsworth and Others) è una raccolta di racconti in lingua inglese di  P. G. Wodehouse, pubblicata per la prima volta nel 1937.

## Storia editoriale
La raccolta Lord Emsworth and Others fu pubblicata nel Regno Unito il 19 marzo 1937 e in Germania l'anno successivo; non fu invece pubblicata negli Stati Uniti. La raccolta comprendeva i seguenti nove racconti pubblicati in precedenza su riviste britanniche e statunitensi:
- The Crime Wave at Blandings - pubblicato nel Saturday Evening Post del 10 e 17 ottobre 1936 e su The Strand Magazine del gennaio 1937
- Buried Treasure - pubblicato nel Saturday Evening Post del 27 settembre 1936 e su The Strand Magazine del settembre 1936
- The Letter of the Law - pubblicato in Red Book del febbraio 1936 col titolo "A Triple Threat Man" e su The Strand Magazine dell'aprile 1936
- Farewell to Legs - pubblicato su This Week del 14 luglio 1935 e su The Strand Magazine del maggio 1936. Il titolo del romanzo ricorda volutamente A Farewell to Arms (Addio alle armi), il romanzo di Hemingway del 1929[4]
- There's Always Golf - pubblicato su The Strand Magazine del marzo 1936 e su Red Book di april 1936 (col titolo "Not Out of Distance")
- The Masked Troubadour - pubblicato sul Saturday Evening Post del 28 novembre 1936 e su The Strand Magazine di dicembre 1936
- Ukridge and the Home from Home - pubblicato su Cosmopolitan del febbraio 1931 e su The Strand Magazine di giugno 1931
- The Come-back of Battling Billson - pubblicato su Cosmopolitan di giugno 1935 e su The Strand Magazine di luglio 1935
- The Level Business Head - pubblicato su Liberty dell'8 maggio 1926 e su The Strand Magazine di maggio 1926

Negli Stati Uniti nel 1938 fu pubblicata la raccolta intitolata The Crime Wave at Blandings contenente sette racconti, ma solo tre dei quali (The Crime Wave at Blandings, Buried Treasure e The Masked Troubadour) erano presenti nella raccolta britannica Lord Emsworth and Others del 1937, mentre il racconto The Medicine Girl che era già stato pubblicato separatamente nel 1931 col titolo Doctor Sally.
In Italia la raccolta inglese Lord Emsworth and Others è stata pubblicata integralmente dalla Bietti nella traduzione di Giulia Brugiotti, ma  i nove racconti sono stati suddivisi in due volumi pubblicati a distanza di trentatré anni l'uno dall'altro. Nel 1940 fu pubblicata la raccolta intitolata Lord Emsworth e altri racconti contenente la traduzione dei primi quattro racconti (The Crime Wave at Blandings, Buried Treasure, The Letter of the Law, e Farewell to Legs), mentre la traduzione degli altri cinque racconti (There's Always Golf, The Masked Troubadour, Ukridge and the Home from Home, The Come-back of Battling Billson e The Level Business Head) fu pubblicata solo nel 1973 nella raccolta intitolata Un eroe da romanzo. Nel 1993 fu pubblicata dalla Guanda la raccolta intitolata Ondata di crimini a Blandings contenente la traduzione, ad opera di Luigi Spagnol, di cinque racconti provenienti da Lord Emsworth and Others: The Crime Wave at Blandings, Buried Treasure, Ukridge and the Home from Home, The Come-back of Battling Billson e The Level Business Head. Pertanto rispetto ai due volumi editi dalla Bietti, nel volume della Guanda mancano il racconto The Masked Troubadour e i tre racconti della serie del Decano riguardanti il gioco del golf (The Letter of the Law, Farewell to Legs e There's Always Golf).

## Racconti
Si elencano tutti i racconti di Lord Emsworth and Others, con una breve trama. I titoli in lingua italiana sono quelli tradotti da Giulia Brugiotti nei due volumi, Lord Emsworth e altri racconti e Un eroe da romanzo.
- Aria di delitto a Blanding (The Crime Wave at Blandings) - racconto ambientato nel castello di Blandings e avente per protagonisti Lord Emsworth, la sua altezzosa sorella Constance, il nipote adolescente George, il segretario di Lord Emsworth Rupert Baxter, il maggiordomo Beach. Il giovane George è proprietario di una carabina ad aria compressa utilizzata da diversi abitanti del Castello per compiere vendette o attentati (Lord Emsworth, George e Beach sparano di nascosto a Rupert Baxter; Lady Constance spara a Beach). Nel racconto, alla vicenda giallo-rosa si intreccia una vicenda amorosa: il fidanzamento contrastato fra Jane, nipote di Lord Emsworth, e George Abercrombie.
- Tesori sepolti (Buried Treasure) - racconto introdotto da Mr. Mulliner. Suo nipote Brancepeth Mulliner, artista squattrinato, vuole sposare Muriel Bromborough; ma il padre di lei, Lord Bromborough, si oppone. L'opposizione sarà risolta quando Brancepeth dovrà fare il ritratto di Lord Bromborough, proprietario di un magnifico paio di baffi. Privato da Brancepeth dei baffi, l'aspetto di Lord Bromborough diventa il modello di un personaggio di un cartone animato che Brancepeth creerà con successo per Hollywood.
- Amore e golf (The Letter of the Law) - racconto introdotto dal Decano (in inglese: Oldest member), il socio più anziano di un circolo di golf. Il giovane Wilmot Byng, ottimo giocatore di golf, ama Gwendoline Poskitt, figlia di un pessimo giocatore di golf. Wilmot riuscirà a sposare la ragazza grazie al golf, facendo cioè vincere il trofeo "Coppa del Presidente" al padre di Gwendoline.
- Sorte di un bellimbusto (Farewell to Legs) - racconto introdotto dal Decano. Il fidanzamento di Evangeline Brackett con Angus McTavish, entrambi ottimi golfisti, viene messo in crisi quando giunge al circolo Legs Mortimer, un bellimbusto. I pensieri di Evangeline si allontanano dal golf e Angus teme che la ragazza stia perdendo la possibilità di vincere il torneo femminile. Il ravvedimento di Evangeline avviene quando Legs fa qualcosa di impensabile: sostituire la palla di gomma dura, utilizzata nel gioco del golf, con una fragile saponetta di colore bianco somigliante alla palla del golf.
- Un eroe da romanzo (There's Always Golf) - racconto introdotto dal Decano. Clarice Fitch è una avvenente e forte golfista dedita con serietà al gioco, ed Ernest Plinlimmon, un contabile occhialuto e alcolista, è attratto dalla forte personalità della giovane. Ma Clarice non degna di attenzione Ernest, finché non l'incontra sul diciottesimo fairway, e Clarice ha bisogno di un quattro per vincere la "Medals Competition".
- Il menestrello mascherato (The Masked Troubadour) - racconto di cui è protagonista il candido e sprovveduto Freddie Widgeon, membro del Drones Club, facile all'innamoramento, fiducioso nell'altrui onestà. Freddy è innamorato di Dora Pinfold e chiede a Lord Blicester, suo zio, del danaro perché vuole organizzare uno spettacolo di beneficenza. Riceve da Lord Blicester 10 sterline, ma ritiene che la somma sia insufficiente. Spreca gran parte dei soldi ricevuti in spese superflue. Decide di partecipare a uno spettacolo per dilettanti per vincere un premio di 5 sterline, e si rivolge a Waterbury, un losco uomo di spettacolo, perché lo accompagni al pianoforte. Per non farsi riconoscere dallo zio, si traveste e assume il nome d'arte di "Menestrello mascherato". Freddy canta bene, ma per colpa di Waterbury viene coinvolto in risse in una delle quali viene malmenato Lord Blicester. Conclusione: lo zio intima a Freddy di ritirarsi in campagna, il fidanzamento con Dora è rotto, Waterbury riesce a farsi dare ancora del danaro da Freddy.
- L'albergo del dolce soggiorno (Ukridge and the Home from Home) - protagonista il fantasioso Ukridge: ha l'idea geniale di affittare il lussuoso appartamento della zia Julie a una clientela esclusiva durante l'assenza della zia. Il ritorno della zia prima del previsto e l'ardimento di un ospite (un militare che spara con un revolver alla zia scambiandola per un ladro) fanno fallire nel modo peggiore l'iniziativa.
- L'allenamento di Battler Billson (The Come-back of Battling Billson) - durante una nuova assenza da casa della zia Julie, Ukridge affitta il parco dapprima a una compagnia di ballo folkloristico, poi al pugile Battling Billson perché si alleni in vista di un incontro. Contrariamente alle previsioni, la forma fisica di Billson sembra peggiorare: il maggiordomo Oakshott, corrotto dall'avversario di Billson, mette in tentazione il pugile offrendogli alcolici, sigari e cibo in eccesso. Seguono scompigli vari che terminano con la reazione violenta di Billson e la sua condanna a due settimane di prigione; al termine delle quali il pugile, recuperata in carcere la forma fisica, sconfigge il suo avversario sul ring.
- Il bernoccolo degli affari (The Level Business Head) - protagonista ancora Ukridge che, durante un'assenza della zia Julie, sottrae una preziosa spilla della zia per impegnarla e puntare 50 sterline sulla vittoria di un levriero da corsa con il famigerato allibratore Joe the Lawyer. Si susseguono numerosi eventi e contrattempi: Joe the Lawyer truffa Ukridge affermando che il levriero è morto; più tardi Joe the Lawyer, che ha paura dei cani, abbandona la sua borsa con gli incassi alla vista di un cane. Ukridge si rende conto che il cane è innocuo, compra il cane che ha intimorito l'allibratore, recupera la borsa, la riconsegna all'allibratore in cambio di 150 sterline che gli permettono, fra l'altro, di riscattare la spilla della zia immediatamente prima che costei rientri a casa.

### Edizioni
- (EN) Lord Emsworth and others, 1ª ed., London, Herbert Jenkins, 1937.
- (EN) Lord Emsworth and others, collana Collection of British and American authors; 5316, Leipzig, B. Tauchnitz, 1938.
- Lord Emsworth e altri racconti, traduzione di Giulia Brugiotti, 1ª ed., Milano, Bietti, 1940.
- Lord Emsworth e altri racconti, traduzione di Giulia Brugiotti, revisione di Claudio Redi, Milano, Bietti, 1973.
- Un eroe da romanzo, traduzione di Giulia Brugiotti, Milano, Bietti, 1973.
- Ondata di crimini a Blandings, traduzione di Luigi Spagnol, Parma, Guanda, 1993, ISBN 88-7746-558-1.

### Fonti critiche
- (EN) Eileen McIlvaine, Louise S. Sherby e James H. Heineman, P. G. Wodehouse: A Comprehensive Bibliography and Checklist, New York, James H. Heineman Inc., 1990, ISBN 978-0-87008-125-5.
- (EN) Gabriella Valentino, Italian Translations of the Works of P.G.Wodehouse: an Epistemic Approach. Doctoral thesis, Swansea, Swansea University, 2017.